# Citroën Xsara WRC

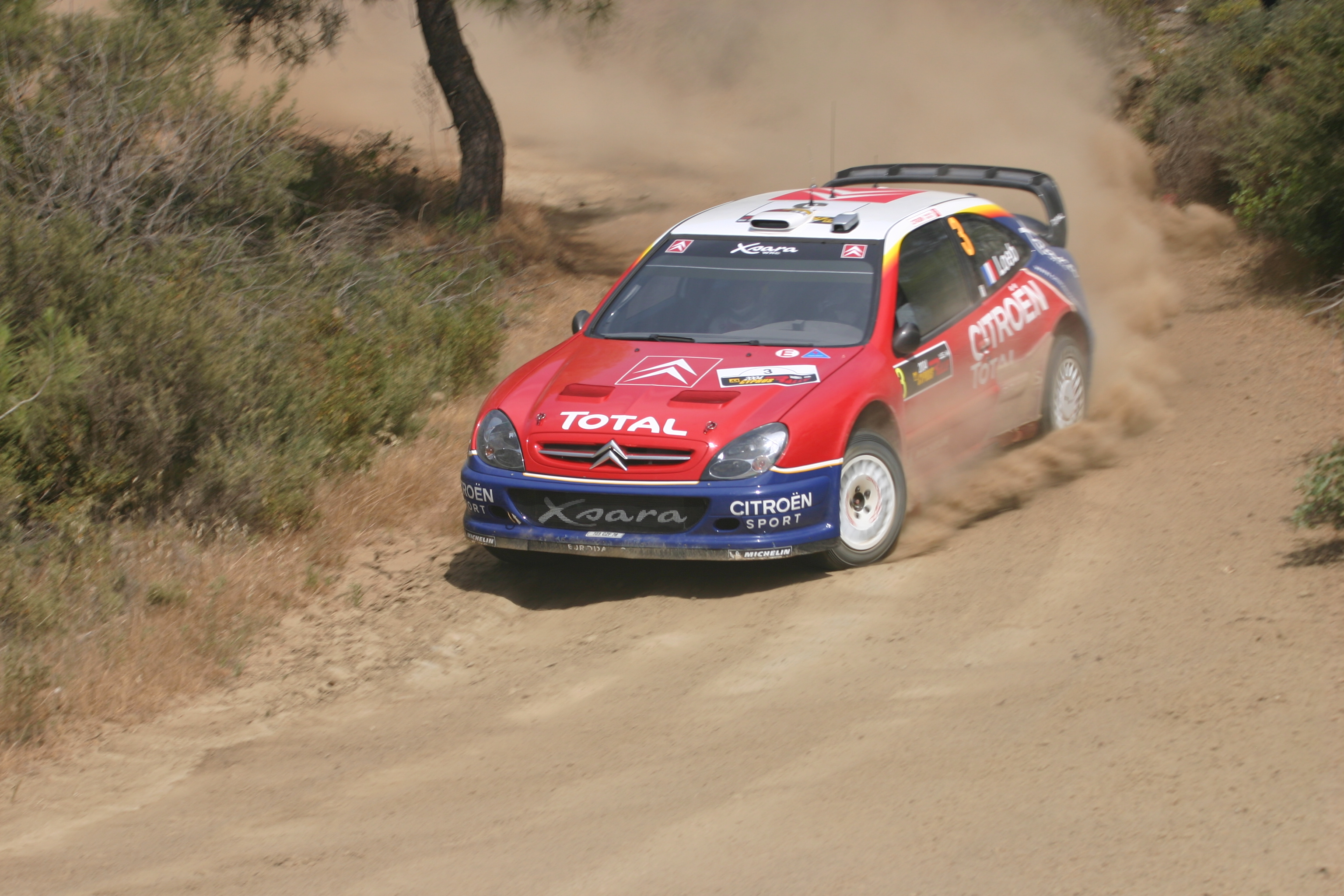
Sébastien Loeb podczas Rajdu Cypru 2004

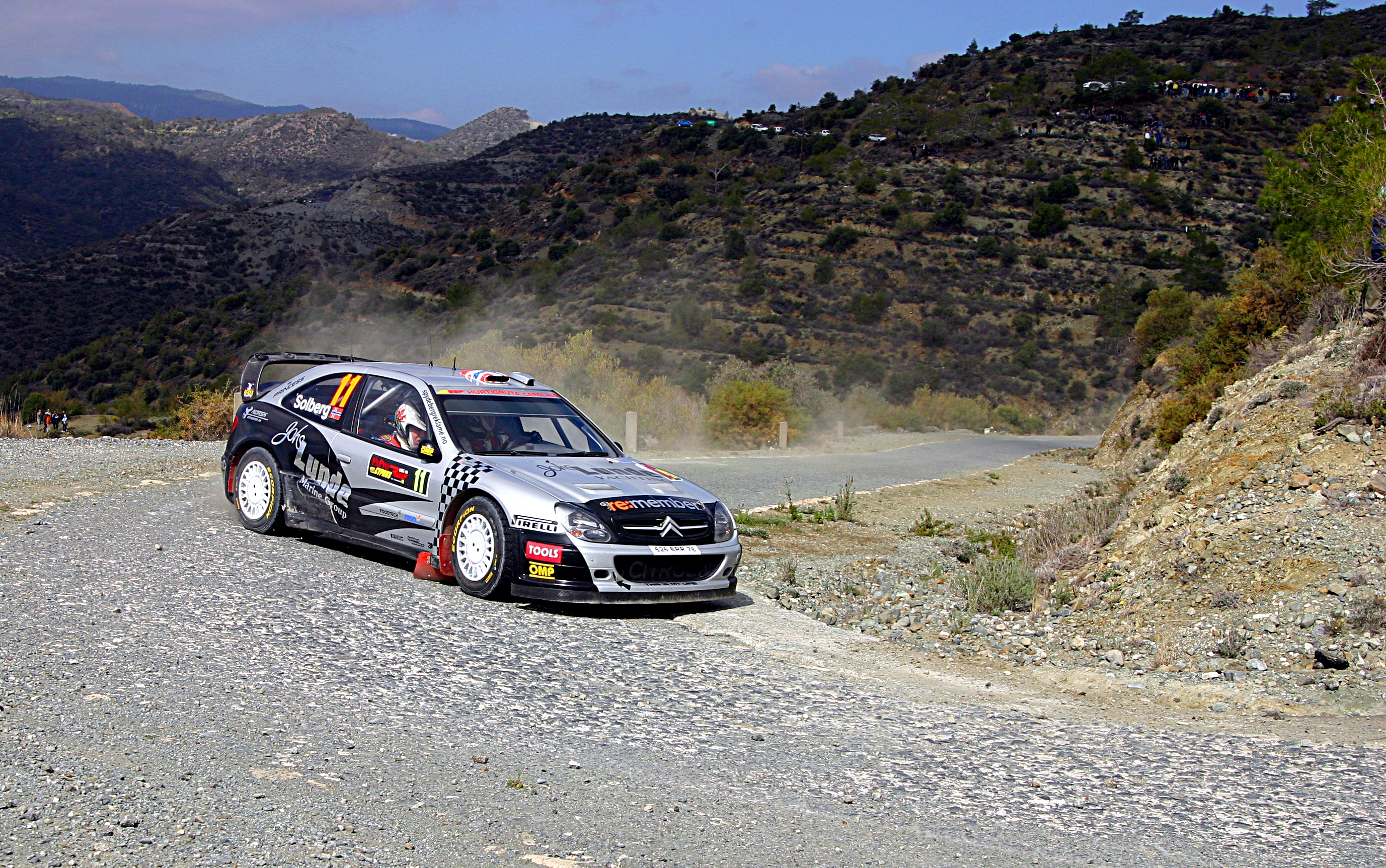
Petter Solberg podczas Rajdu Cypru 2009

Citroën Xsara WRC – samochód rajdowy klasy WRC, którego pierwsza wersja (jeszcze bez homologacji FIA) debiutowała na rajdowych trasach w 2000 roku podczas Rajdu Lyon-Charbonniere we Francji. Jest to jeden z najbardziej utytułowanych samochodów rajdowych na świecie.

## Historia modelu
W 2000 roku została zaprezentowana Xsara T4 FRC (French Rally Car), która ze względu na zbudowanie tej wersji jeszcze na bazie auta przed faceliftingiem, wyglądem bardziej przypominała Xsarę Kit Car. Przez cały sezon 2000 auto było poddawane testom, startując w mistrzostwach Francji. Starty w Rajdowych Mistrzostwach Świata nie były możliwe, gdyż auto nie posiadało jeszcze homologacji FIA. Na początku 2001 roku zadebiutowała Xsara ze zmienionym nadwoziem już w oficjalnej specyfikacji WRC. Prace rozwojowe trwały, auto w latach 2001–2002 było postrzegane jako nadające się głównie na asfaltowe trasy. Citroën chciał udowodnić, że tak nie jest startując w sezonie 2002 w takich rajdach jak Safari, Szwecji, czy Finlandii. Od 2003 roku Xsara WRC startowała w pełnym cyklu Rajdowych Mistrzostw Świata. W 2006 roku Citroën World Rally Team zawiesił swoje starty, w związku prowadzonymi pracami rozwojowymi nad nowym autem WRC – Citroënem C4 WRC. Jednak Xsara WRC w dalszym ciągu, w nieco rozwiniętej wersji, startowała w cyklu Mistrzostw Świata w barwach teamu Kronos Total Citroën.

## Sukcesy w rajdach

### Mistrzostwa Francji i Hiszpanii
Citroën Xsara T4, jeszcze w specyfikacji FRC, zadebiutowała podczas Rajdu Lyon-Charbonniere w 2000 roku. Za kierownicą zasiadał, czołowy wtedy, kierowca Citroëna Philippe Bugalski. Odniósł on zwycięstwo w tym rajdzie, a także w pięciu kolejnych zdobywając ostatecznie mistrzostwo Francji. W 2001 roku Bugalski wygrał jeden z rajdów Mistrzostw Europy – Rajd Niemiec.
W 2002 roku Jesús Puras jadąc Xsarą WRC zdobył mistrzostwo Hiszpanii. W tym samym roku zwyciężył w Rajdzie Wysp Kanaryjskich – eliminacji Rajdowych Mistrzostw Europy.

### Mistrzostwa świata
Debiut Xsary WRC w Mistrzostwach Świata miał miejsce podczas Rajdu Katalonii w 2001 roku. Do rywalizacji wystawiono dwie Xsary WRC, za ich kierownicami zasiedli Philippe Bugalski oraz Jesús Puras. Niestety, rajd ten nie był udany dla ekipy Citroëna – Bugalski ukończył rajd na ósmej pozycji, natomiast Puras nie ukończył rajdu w wyniku awarii układu paliwowego.
Podczas kolejnego występu Xsary WRC na Rajdzie Sanremo, wystartowały trzy Xsary WRC, Sébastien Loeb, debiutując za kierownicą auta WRC, wywalczył drugą pozycję, natomiast Philippe Bugalski i Jesús Puras nie ukończyli rajdu.
Największym osiągnięciem w debiutanckim sezonie Xsary WRC było zwycięstwo Jesúsa Purasa w Rajdzie Korsyki.

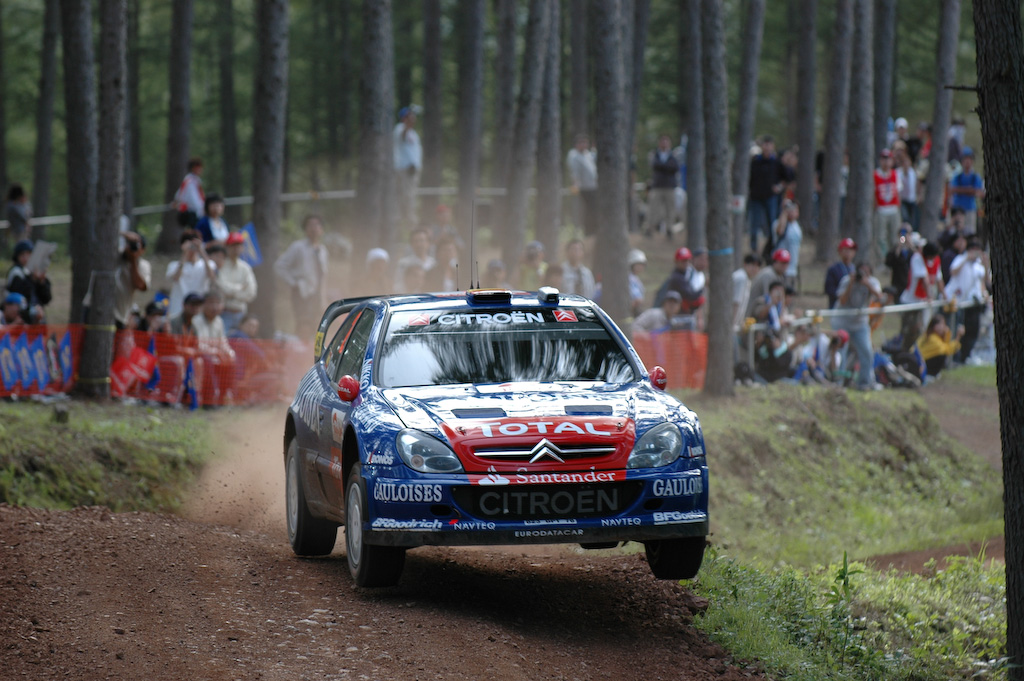
Dani Sordo podczas Rajdu Japonii 2006

Sezon 2002 był kolejnym niepełnym sezonem Xsary WRC. Za kierownicą Citroëna zasiadali Philippe Bugalski, Sébastien Loeb oraz Thomas Rådström. Loeb był pierwszy na mecie pierwszego w sezonie Rajdu Monte Carlo, jednak w wyniku nałożonej 2-minutowej kary spadł na drugie miejsce, a zwycięstwo przypadło Tommiemu Mäkinenowi. Pierwsze zwycięstwo Xsarą WRC Loeba miało miejsce podczas Rajdu Niemiec.
Xsara w sezonie 2002 znalazła się dwukrotnie na trzecim miejscu podium za sprawą Thomasa Rådströma w Rajdzie Safari oraz Philippe Bugalskiego w Rajdzie Katalonii.
Sezon 2003 był pierwszym, w którym Xsara WRC startowała w pełnym cyklu Mistrzostw. W roku 2003 w barwach Citroën World Rally Team oprócz Loeba i Bugalskiego ścigali się także Colin McRae i Carlos Sainz.
Już podczas inauguracyjnego Rajdu Monte Carlo kierowcy Citroëna zajęli trzy pierwsze miejsca – zwyciężył Loeb, za nim McRae i Sainz. W pozostałych rajdach sezonu, Loeb zwyciężył trzykrotnie, natomiast Sainz, raz. Poza zwycięstwami, załoga Citroëna zdobyła 15 miejsc na podium. Sezon 2003 zakończył się wywalczeniem wicemistrzostwa świata przez Sébastiena Loeba, który przegrał jednym punktem z Petterem Solbergiem, oraz trzeciego miejsca przez Carlosa Sainza. Dzięki temu Citroën World Rally Team zdobył pierwszy raz Mistrzostwo Świata Konstruktorów. Sezon 2003 był przedsmakiem przyszłej dominacji Citroëna i Sébastiena Loeba, na rajdowych trasach.
Rok 2004 był kolejnym udanym rokiem dla ekipy Citroën WRT, w której startowali dwaj kierowcy: Loeb i Sainz. Sébastien Loeb wygrał 6 z 16 rajdów sezonu, także 6 razy zajmował drugi stopień podium. Carlos Sainz dołożył jedno zwycięstwo. W rezultacie Citroën WRT zdobył drugi tytuł wśród konstruktorów, a Sébastien Loeb zapewnił sobie pierwsze zwycięstwo w generalnej klasyfikacji Mistrzostw Świata zdecydowanie wyprzedzając Pettera Solberga.
W sezonie 2005 Xsarą WRC ściagł się Sébastien Loeb oraz Francois Duval, który został zastąpiony w dwóch rajdach przez Carlosa Sainza. Loeb zwyciężył w 10 z 16 rajdów, natomiast Duval, jeden. Pozwoliło to zdobyć, ze znaczną przewagą, kolejny tytuł zarówno wśród kierowców, jak i konstruktorów.
Xsarą WRC w teamie OMV Kronos ścigał się także Manfred Stohl, który zajął drugie miejsce podczas Rajdu Cypru oraz trzecie podczas Rajdu Australii. W rezultacie w trzech rajdach sezonu 2005, dwa pierwsze miejsca zajmowała Xsara WRC.

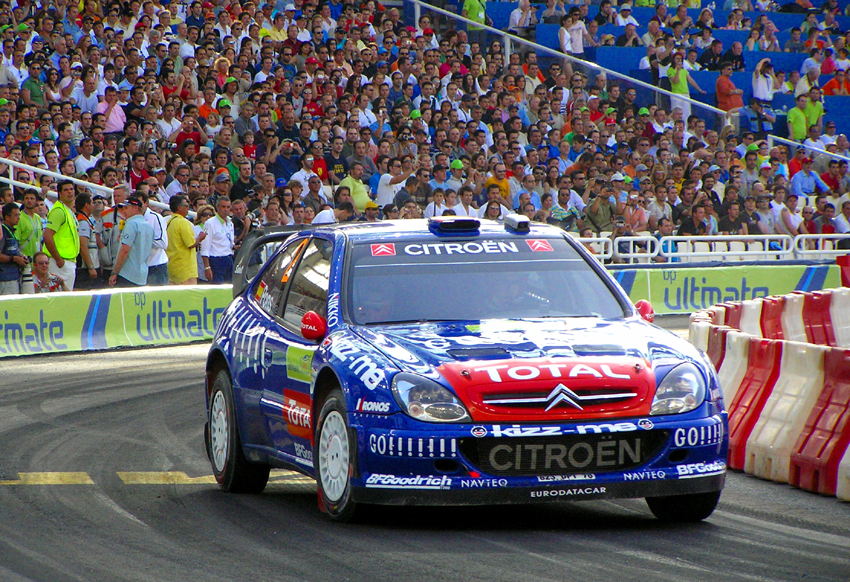
Citroën Xsara WRC podczas Rajdu Akropolu 2006

Na 2006 rok Citroën WRT postanowił zawiesić starty w Rajdowych Mistrzostwach Świata w związku z pracami nad nowym autem WRC opartym na Citroënie C4.
Jednak Xsara WRC nie zniknęła z rajdowych tras. Sébastien Loeb wraz z nowym kierowcą – Danim Sordo, startowali w zespole Kronos Total Citroën World Rally Team, który dysponował kolejną wersją rozwojową Xsary WRC. Loeb zwyciężył w 8 z 16 rajdów, 4 razy był drugi. Z powodu złamanej ręki nie uczestniczył jednak w pozostałych 4 rajdach. Mimo to, dzięki uzyskanej przewadze zwyciężył w klasyfikacji generalnej Mistrzostw wyprzedzając o jeden punkt Marcusa Grönholma. Natomiast zespół Kronos wywalczył drugie miejsce w klasyfikacji konstruktorów.
W kolejnym sezonie Citroën WRT powrócił z nowym samochodem – Citroënem C4 WRC. Xsara WRC była samochodem zespołu OMV Kronos. Największym osiągnięciem było zajęcie drugiego miejsca przez François Duvala w Rajdzie Niemiec zaraz za Sébastienem Loebem w Citroënie C4 WRC.
W sezonie 2009 Xsara WRC odnosiła sukcesy za sprawą Pettera Solberga, który uczestnicząc w ośmiu rajdach za kierownicą Citroëna w specyfikacji z 2006 roku, dwukrotnie plasował się na trzeciej pozycji.

### Podsumowanie
Podczas 5 lat startów w latach 2002–2006 Xsara WRC wygrała 32 rajdy w Mistrzostwach Świata, więcej zwycięstw ma na swoim koncie tylko A-grupowa Lancia Delta, która wygrała 46 rajdów w 7 lat, a także następca Xsary WRC – Citroën C4 WRC, który wygrał 36 rajdów w 4 lata.
Sébastien Loeb startując w 44 rajdach Mistrzostw Świata, tylko trzykrotnie nie ukończył rajdu z powodów technicznych. Świadczy to, o bardzo dużej niezawodności konstrukcji i razem z osiągniętymi sukcesami mianuje Citroëna Xsarę WRC jednym z najlepszych aut rajdowych świata.

### Zwycięstwa w WRC
| Nr | Rajd                | Sezon | Kierowca       | Pilot        |
| -- | ------------------- | ----- | -------------- | ------------ |
| 1  | Rajd Korsyki        | 2001  | Jesús Puras    | Marc Martí   |
| 2  | Rajd Niemiec        | 2002  | Sébastien Loeb | Daniel Elena |
| 3  | Rajd Monte Carlo    | 2003  | Sébastien Loeb | Daniel Elena |
| 4  | Rajd Turcji         | 2003  | Carlos Sainz   | Marc Martí   |
| 5  | Rajd Niemiec        | 2003  | Sébastien Loeb | Daniel Elena |
| 6  | Rajd San Remo       | 2003  | Sébastien Loeb | Daniel Elena |
| 7  | Rajd Monte Carlo    | 2004  | Sébastien Loeb | Daniel Elena |
| 8  | Rajd Szwecji        | 2004  | Sébastien Loeb | Daniel Elena |
| 9  | Rajd Cypru          | 2004  | Sébastien Loeb | Daniel Elena |
| 10 | Rajd Turcji         | 2004  | Sébastien Loeb | Daniel Elena |
| 11 | Rajd Argentyny      | 2004  | Carlos Sainz   | Marc Martí   |
| 12 | Rajd Niemiec        | 2004  | Sébastien Loeb | Daniel Elena |
| 13 | Rajd Australii      | 2004  | Sébastien Loeb | Daniel Elena |
| 14 | Rajd Monte Carlo    | 2005  | Sébastien Loeb | Daniel Elena |
| 15 | Rajd Nowej Zelandii | 2005  | Sébastien Loeb | Daniel Elena |
| 16 | Rajd Włoch          | 2005  | Sébastien Loeb | Daniel Elena |
| 17 | Rajd Cypru          | 2005  | Sébastien Loeb | Daniel Elena |
| 18 | Rajd Turcji         | 2005  | Sébastien Loeb | Daniel Elena |
| 19 | Rajd Grecji         | 2005  | Sébastien Loeb | Daniel Elena |
| 20 | Rajd Argentyny      | 2005  | Sébastien Loeb | Daniel Elena |
| 21 | Rajd Niemiec        | 2005  | Sébastien Loeb | Daniel Elena |
| 22 | Rajd Korsyki        | 2005  | Sébastien Loeb | Daniel Elena |
| 23 | Rajd Hiszpanii      | 2005  | Sébastien Loeb | Daniel Elena |
| 24 | Rajd Australii      | 2005  | François Duval | Sven Smeets  |
| 25 | Rajd Meksyku        | 2006  | Sébastien Loeb | Daniel Elena |
| 26 | Rajd Hiszpanii      | 2006  | Sébastien Loeb | Daniel Elena |
| 27 | Rajd Korsyki        | 2006  | Sébastien Loeb | Daniel Elena |
| 28 | Rajd Argentyny      | 2006  | Sébastien Loeb | Daniel Elena |
| 29 | Rajd Włoch          | 2006  | Sébastien Loeb | Daniel Elena |
| 30 | Rajd Niemiec        | 2006  | Sébastien Loeb | Daniel Elena |
| 31 | Rajd Japonii        | 2006  | Sébastien Loeb | Daniel Elena |
| 32 | Rajd Cypru          | 2006  | Sébastien Loeb | Daniel Elena |

## Dane techniczne

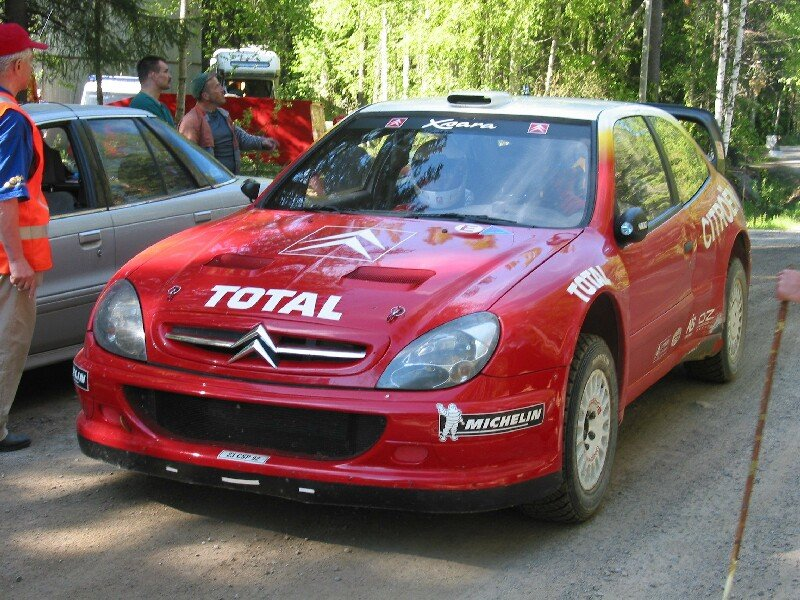
Citroën Xsara WRC w 2002 roku podczas testów w Finlandii

Xsara WRC wywodzi się z Xsary Kit Car, jednak w przeciwieństwie do niej była wyposażona w napęd na cztery koła i turbodoładowany silnik dysponujący mocą 310 KM.
|                      | Citroën Xsara T4 WRC |
| -------------------- | --- |
| Silnik               | typ XU7JP4, DOHC, 4 cylindry, 16 zaworów turbodoładowany, umieszczony poprzecznie z przodu pochylony o 30 stopni w kierunku tyłu samochodu |
| Pojemność            | 1998 cm³ |
| Średnica tłoka       | 86 mm |
| Skok tłoka           | 86 mm |
| Moc                  | 310 KM / 5500 obr./min. |
| Moment obrotowy      | 570 Nm / 2750 obr./min. |
| Stopień sprężania    | 9:1 |
| Napęd                | na cztery koła |
| Skrzynia biegów      | 6-biegowa sekwencyjna X-Trac, montowana wzdłużnie                                                                                          |
| Aktywne dyferencjały | przedni, centralny i tylny |
| Sprzęgło             | trójtarczowe, węglowe |
| Zawieszenie przód    | kolumna MacPhersona, regulowane stabilizatory przechyłu                                                                                    |
| Zawieszenie tył      | kolumna MacPhersona, regulowane stabilizatory przechyłu                                                                                    |
| Opony                | Michelin |
| Hamulce przód        | 380 mm, 6-tłoczkowe zaciski (asfalt) |
| Hamulce tył          | 304 mm, 4-tłoczkowe zaciski (asfalt) |
| Układ kierowniczy    | wspomagany hydraulicznie |
| Długość              | 4167 mm |
| Szerokość            | 1770 mm |
| Wysokość             | 1332 mm (asfalt) 1390 mm |
| Rozstaw osi          | 2550 mm |
| Rozstaw kół przód    | 1568 mm |
| Rozstaw kół tył      | 1568 mm |
| Masa własna          | 1230 kg |